# Município de Jackson (condado de Mahoning, Ohio)
O município de Jackson (em inglês: Jackson Township) é um município localizado no condado de Mahoning no estado estadounidense de Ohio. No ano de 2010 tinha uma população de 2.114 habitantes e uma densidade populacional de 33,3 pessoas por km².

## Geografia
O município de Jackson encontra-se localizado nas coordenadas 41° 05′ 26″ N, 80° 51′ 58″ O. Segundo o Departamento do Censo dos Estados Unidos, o município tem uma superfície total de 63.48 km², da qual 62,21 km² correspondem a terra firme e (2 %) 1.27 km² é água.

## Demografia
Segundo o censo de 2010, tinha 2.114 habitantes residindo no município de Jackson. A densidade populacional era de 33,3 hab./km². Dos 2.114 habitantes, o município de Jackson estava composto pelo 97,73 % brancos, o 0,57 % eram afroamericanos, o 0,33 % eram amerindios, o 0,14 % eram asiáticos, o 0,57 % eram de outras raças e o 0,66 % eram de uma mistura de raças. Do total da população o 0,95 % eram hispanos ou latinos de qualquer raça.